# Сенявский, Адам Иероним (младший)

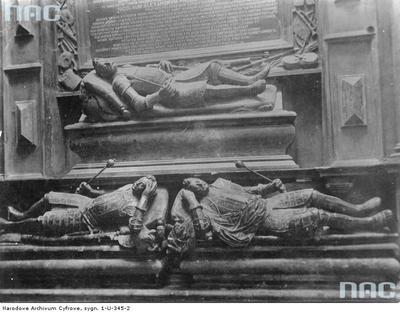
Семейная усыпальница Сенявских в костеле г. Бережаны. Архивная фотография

Адам Иероним Сенявский (младший) (пол. Adam Hieronim Sieniawski; около 1623 — 1650) — польский шляхтич, государственный деятель Речи Посполитой, староста львовский (1648), писарь польный коронный(1649).

## Биография
Из рода Сенявских герба Лелива. Единственный сын Прокопа Сенявского (1602—1626), королевского ротмистра (с 1621), хорунжего великого коронного и Анны-Ефросиньи из Ходкевичей (около 1600—1631). Единственный внук и полный тезка Адама Иеронима Сенявского (1576—1616), подчашего великого коронного.
Около 1643 года женился на Виктории Эльжбете Потоцкой (ум. после 1670).
В их браке родился единственный сын Николай Иероним Сенявский (1645—1683) — великий стражник коронный (1666), полковник (1667), великий хорунжий коронный (1668), надворный маршалок коронный (1674), воевода волынский (с 1680 года), польный гетман коронный (с 1682 года). Староста львовский, рогатинский, пясеченский и радомский.
После 1648 года владелец Сатанова.